# 오정로
오정로(Ojeong-ro)는 경기도 부천시 오정구 삼정동 삼정고가교삼거리부터 서울특별시 강서구 외발산동 메이필드호텔까지 잇는 도로이다. 삼정고가교 삼거리에서 아나지로, 송내대로와, 대한항공 삼거리에서 방화대로, 하늘길과 직결·교차한다. 산업길사거리에서 부천우편집중국 방면으로 가는 도중 좌측으로 도로가 굽어지는 지점부터 아시아나항공입구 교차로까지는 과거에 김포선 철도가 있었으며, 현재 그 구간 도로 선형은 당시 철길 선형을 토대로 건설되었다. 오쇠삼거리 주변 지역은 MBC 《무한도전》 〈여드름 브레이크〉 편의 촬영 장소이기도 하다. 2027년 12월 개통 예정인 평택파주고속도로 강서 나들목이 이 도로와 연결될 예정이며, 개통될 경우 방화대로를 대신할 수 있는 역할을 할 수 있게 된다. 이 도로는 봉오대로 사거리 ~ 오쇠 삼거리까지 보행자 도로가 없다. 보행자는 이 도로를 경유하지 말고 봉오대로에서 방화대로사거리에서 방화대로로 진출하면 편리하다.

## 연혁
- 2009년 7월 10일 : 2개 이상 시·도에 걸쳐 있는 도로로 오정로를 고시[1]

## 주요 경유지
경기도
- 부천시 오정구 (삼정동 · 내동 · 원종동)

서울특별시
- 강서구 오쇠동

경기도
- 부천시 고강동

서울특별시
- 강서구 (오쇠동 · 공항동 · 외발산동)

## 노선
| 이름                | 접속 노선                                    | 소재지          | 소재지          | 비고                      |
| 아나지로와 직결     | 아나지로와 직결                              | 아나지로와 직결 | 아나지로와 직결 | 아나지로와 직결           |
| ------------------- | -------------------------------------------- | --------------- | --------------- | ------------------------- |
| 삼정고가교삼거리    | 송내대로                                     | 부천시          | 오정구          | 국도 제6, 77호선 구간     |
| 자동차검사소삼거리  | 오정로39번길                                 | 부천시          | 오정구          | 국도 제6, 77호선 구간     |
| 삼정교사거리        | 국도 제39호선 (석천로)                       | 부천시          | 오정구          | 국도 제6, 39, 77호선 구간 |
| 산업길사거리        | 국도 제39호선 (신흥로)                       | 부천시          | 오정구          | 국도 제6, 39, 77호선 구간 |
| 내촌고가삼거리      | 부천로                                       | 부천시          | 오정구          | 국도 제6, 77호선 구간     |
| 우편집중국삼거리    | 오정로211번길                                | 부천시          | 오정구          | 국도 제6, 77호선 구간     |
| 덕산고등학교 교차로 | 오정로251번길 오정로252번길                  | 부천시          | 오정구          | 국도 제6, 77호선 구간     |
| 봉오대로사거리      | 봉오대로                                     | 부천시          | 오정구          | 국도 제6, 77호선 구간     |
| 하오정교            |                                              | 부천시          | 오정구          | 국도 제6, 77호선 구간     |
| 대장동입구 교차로   | 대장로                                       | 부천시          | 오정구          | 국도 제6, 77호선 구간     |
| 아시아나항공입구    |                                              | 부천시          | 오정구          | 국도 제6, 77호선 구간     |
| 오쇠삼거리          | 소사로 소사로970번길                         |                 |                 | 국도 제6, 77호선 구간     |
| 오쇠삼거리          | 소사로 소사로970번길                         | 서울특별시      | 강서구          | 국도 제6, 77호선 구간     |
| 메이필드호텔        | 국도 제6호선 국도 제77호선 (방화대로) 하늘길 | 서울특별시      | 강서구          | 국도 제6, 77호선 구간     |

## 주요 건물 및 시설
- 한국교통안전공단 부천자동차검사소 (경기도 부천시 오정구 오정로 42)
- 금호고속 부천정비공장 (경기도 부천시 오정구 오정로 79)
- 부천자동차매매단지 (경기도 부천시 오정구 오정로 170)
- 영안모자 (경기도 부천시 오정구 오정로 215)
- OBS경인TV (경기도 부천시 오정구 오정로 233)
- 부천오정동우체국 (경기도 부천시 오정구 오정로 262)
- KAL 리무진, 정석대학 (서울특별시 강서구 오정로 576)